# Jorginho Putinatti
Jorge Antônio Putinatti, detto Jorginho Putinatti (Marília, 23 agosto 1959), è un ex calciatore brasiliano, di ruolo attaccante.

## Biografia
In seguito al ritiro dal mondo del calcio ha preso in gestione un centro sportivo a Marília.

## Caratteristiche tecniche
Giocava come centrocampista offensivo, ricoprendo soprattutto il ruolo di ala destra.

## Carriera

### Club
Cresciuto nel settore giovanile della società della sua città natale, il Marília, dopo aver vinto la Copa São Paulo de Futebol Júnior con tale compagine venne acquistato dal Palmeiras. Al suo debutto in campionato con la prima squadra, avvenuto contro il Comercial il 2 dicembre 1979 al Morumbi, corrispose anche il primo gol. Presto, Jorginho divenne uno dei calciatori più in vista del club, vincendo per due volte la Bola de Prata e ottenendo la convocazione in Nazionale; tuttavia, il Palmeiras non visse un periodo altrettanto positivo e non si aggiudicò mai un trofeo nel periodo in cui vi militava Jorginho. Nel 1987 Roberto Pasqua, presidente del Corinthians, acquistò Jorginho per cercare di farsi rieleggere per il successivo mandato. L'ala divenne così un giocatore del Timão, rivale più acceso del Palmeiras, e vi rimase per tutto il 1987, sfiorando la vittoria nel campionato statale, per poi lasciare il club agli inizi del 1988. Trasferitosi al Fluminense, che come contropartita tecnica cedette Paulinho Carioca al Corinthians, fu poi acquistato dal Grêmio di Porto Alegre, con cui arrivò l'unico titolo di squadra, il campionato statale del 1989; dopo aver giocato con Guarani e Santos, torno al Fluminense e vi militò per due stagioni, mantenendosi su un buon livello di prestazioni. Nel 1990, dopo una breve esperienza al XV de Piracicaba, espatriò per la prima volta in carriera, firmando un contratto per i giapponesi del Nagoya Grampus. Giocò nel paese del Sol Levante fino al 1994, anno in cui si ritirò dal calcio giocato.

### Nazionale
Nel 1980 disputò cinque partite con la selezione Olimpica, marcando un gol. Nel 1983 ottenne la convocazione per la Copa América. Fece dunque il suo esordio il 17 agosto a Quito contro l'Ecuador, giocando da titolare in coppia con Roberto Dinamite nel duo d'attacco. Giocò poi la partita successiva contro l'Argentina, sempre come attaccante, mentre nel ritorno della gara con l'Ecuador, a Goiânia, fu schierato a centrocampo nel 4-3-3. Al Maracanã con l'Argentina fu posizionato nel centrocampo a quattro, così come nella doppia semifinale contro il Paraguay ad Asunción e Uberlândia. Fu presente, infine, anche nella finale contro l'Uruguay, sempre come centrocampista esterno nel 4-3-3.

## Palmarès

### Club

#### Competizioni giovanili
- Copa São Paulo de Futebol Júnior: 1

Marília: 1979

#### Competizioni nazionali
- Campionato Gaúcho: 1

Grêmio: 1989

#### Individuale
- Bola de Prata: 2

1983, 1986